# Nipissing (ancienne circonscription fédérale)
Pour les articles homonymes, voir Nipissing.
Nipissing fut une circonscription électorale fédérale de l'Ontario, représentée de 1896 à 2004.
La circonscription de Nipissing a été créée en 1896 d'une partie d'Algoma. Abolie en 2003, elle fut incorporée à Nipissing—Timiskaming.

## Géographie
En 1892, la circonscription de Nipissing comprenait:
- Les cantons d'Airey, Appleby, Awrey, Badgerow, Ballantyne, Biggar, Bishop, Blezard, Bonfield, Boutler, Bower, Boyd, Broder, Butt, Caldwell, Calvin, Cameron, Canisbay, Chisholm, Clara, Deacon, Devine, Dill, Dryden, Dunnet, Ferris, Field, Finlayson, Fitzgerald, French, Freswick, Grant, Hagar, Hawley, Head, Hugel, Hunter, Kirkpatrick, Lauder, Lister, Lorrain, Lyell, Maria, Mattawan, McCraney, McKim, McLaughlin, Merrick, Mulock, Murchison, Neelon, Olrig, Osler, Papineau, Paxton, Peck, Pentland, Phelps, Ratter, Robinson, Sabine, Springer, Widdifield et Wilkes

## Députés
1. 1896-1900 — James Klock, CON
2. 1900-1908 — Charles McCool, PLC
3. 1908-1911 — George Gordon, CON
4. 1911-1917 — Francis Cochrane, CON
5. 1917-1921 — Charles Robert Harrison, CON
6. 1921-1930 — Edmond Lapierre, PLC
7. 1930-1945 — Joseph Hurtubise, PLC
8. 1945-1949 — Léoda Gauthier, PLC
9. 1949-1964 — Jack Garland, PLC
10. 1964-1972 — Carl Legault, PLC
11. 1972-1984 — Jean-Jacques Blais, PLC
12. 1984-1988 — Moe Mantha Sr., PC
13. 1988-2004 — Bob Wood, PLC

- CON = Parti conservateur du Canada (ancien)
- PC = Parti progressiste-conservateur
- PLC = Parti libéral du Canada